# Ersigen
Ersigen is een gemeente en plaats in het Zwitserse kanton Bern, en maakt deel uit van het district Emmental.
Ersigen telt 1.642 inwoners.